# Дніпровська повітрянодесантна операція
Дніпро́вська пові́трянодеса́нтна опера́ція — масштабна повітрянодесантна операція часів Другої світової війни, яка була проведена радянськими військами протягом 25 вересня — 28 листопада 1943 року на території Черкаської та Київської областей УРСР. Головним завданням операції було захоплення та утримання повітряним десантом важливого рубежу на території Правобережної України поблизу Дніпровського закруту, в районі Великого Букрина — так званого Букринського плацдарму, з метою сприяння зосередженню на ньому необхідної для продовження наступу радянських військ та не допущення прориву військ Вермахту до захоплених загальновійськовими з'єднаннями плацдармів.
Операція закінчилася повним крахом. Радянські війська втратили 3500 осіб загиблими та зниклими безвісти. Заплановане завдання операції не було виконане. Після поразки в цій повітрянодесантній операції, радянські повітрянодесантні війська більше не мали досвіду застосування десанту парашутним способом протягом усієї своєї подальшої історії.

## Планування та підготовка

### Передумови

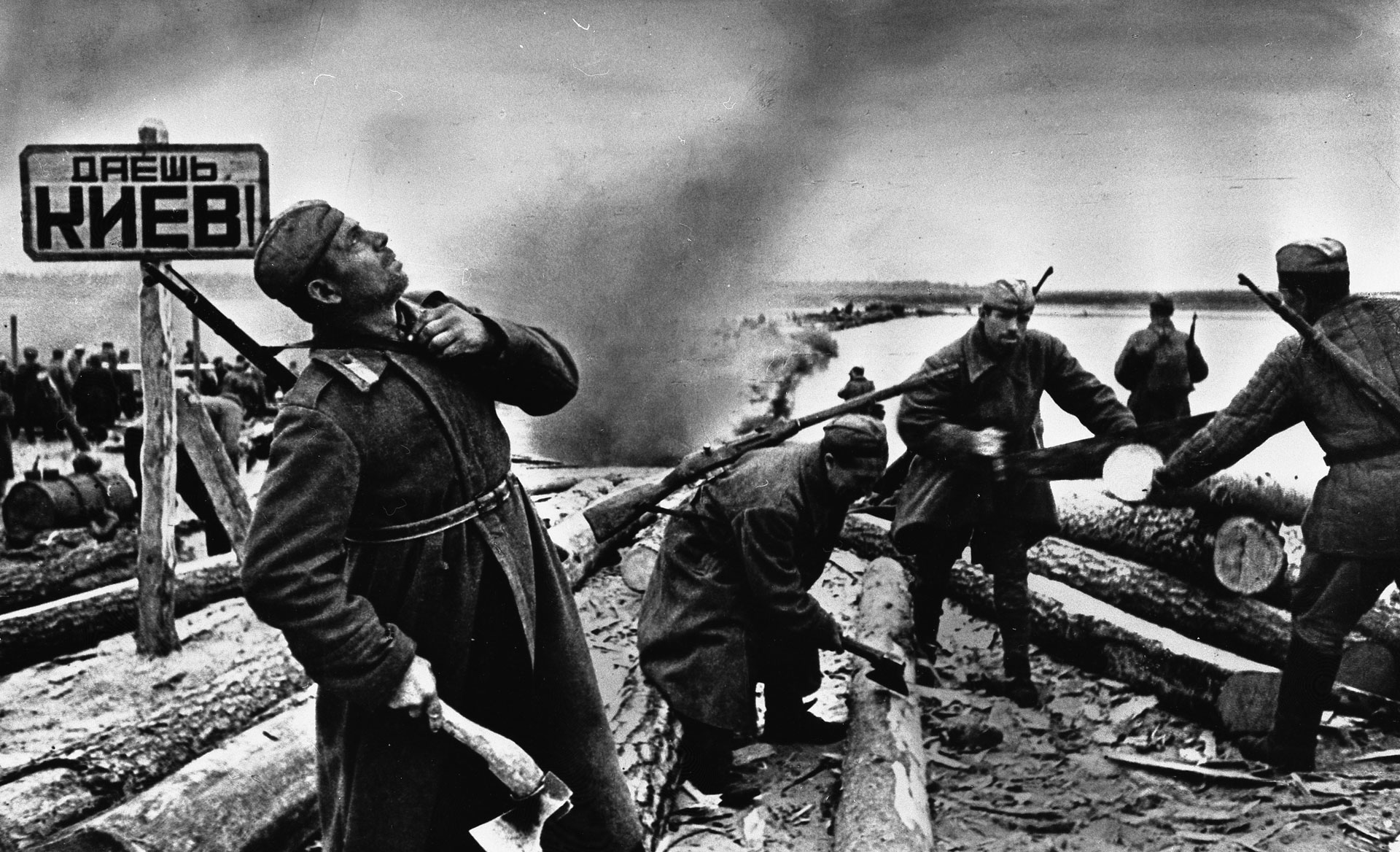
Радянські солдати готують плоти для форсування Дніпра

Влітку 1943 року, після нищівної поразки німецьких військ на Курській дузі, радянські війська продовжили широкомасштабний наступ на всій території Лівобережної Україні, прагнучи прорватися до Дніпра і, користуючись спантеличеністю противника, захопити плацдарми на правому березі. У ході стрімкого наступу радянським військам вдалося з ходу захопити декілька важливих плацдармів на західному березі Дніпра в районі Лютіжу і Великого Букрина, тим самим створивши всі необхідні передумови для подальшого розвитку наступу на території Правобережної України.
Разом з цим, за пропозицією маршала Георгія Жукова в Ставку Верховного Головнокомандування була подана ідея — з метою сприяння зосередженню на плацдармах необхідної кількості радянських військ, обмеження маневру противника та відповідно не допущення прориву його піхоти і танків до захоплених рубежів із західного та північно-західного напрямків, застосувати повітрянодесантні війська на цьому напрямку театру воєнних дій. Також однією з вирішальних причин ухвалення рішення щодо висадки повітряного десанту стало завдання — якнайшвидше підготувати все до звільнення від німців столиці УРСР — міста Києва.

### Попередній задум десантування
За попереднім задумом операцію планувалося здійснити десантування на протилежний берег Дніпра семи гвардійських повітрянодесантних бригад, об'єднаних у два зведених повітрянодесантних корпуси, які повинні були перешкодити перегруповуванню військ противника з початком форсування Дніпра частинами сухопутних військ Червоної армії.
До 16 вересня 1943 року штаб повітрянодесантних військ завершив розробку операції, визначив мету, склад і завдання десанту, а вже наступного дня рішення на проведення повітрянодесантної операції було ухвалене Ставкою.
Затверджений Ставкою план операції передбачав наступне. Першим у район Канева, у смузі наступу Воронезького фронту, повинен був десантуватися корпус командувача повітрянодесантними військами генерал-майора Івана Затевахіна. Він складався з 1-ї, 3-ї та 5-ї повітрянодесантних бригад, загальною кількістю близько 10 тисяч чоловіків. Корпус мав на озброєнні 24 гармати калібру 45 мм, 180 мінометів калібрів 50 і 82 мм, 378 протитанкових рушниць та 540 кулеметів.
Другий повітрянодесантний корпус у складі 4-ї, 6-ї та 7-ї повітрянодесантні бригад під командуванням генерал-майора Олександра Капітохіна повинен був десантуватися в смузі наступу Південного фронту кількома днями пізніше.
Ставка Верховного Головнокомандування затвердила цей план, але оперативна обстановка на цій ділянці фронту дуже швидко змінилася та вимагала термінового початку десантування поблизу Дніпровського закруту, у районі Великого Букрина, де радянські війська досягли найбільшого успіху.
19 вересня представник Ставки ВГК Георгій Жуков затвердив остаточний план операції.

### Розробка плану операції
У цілому план операції був відпрацьований достатньо реалістично та охоплював практично усі можливі варіанти підготовки та проведення повітрянодесантної операції. Але, як це часто буває при плануванні, було випущено з уваги багато деталей, що згодом призвели до провалу. Вже на етапі підготовки транспортної авіації до десантування, виникла ціла низка проблем: авіація не встигала перебазуватися на нові аеродроми, на яких до того ж була відсутня достатня кількість палива, ремонтних деталей та запчастин; особовий склад повітрянодесантних бригад не мав часу на проведення тренувань і додаткових занять; бракувало також часу для організації чіткої взаємодії авіації і десантних підрозділів.
Більш того, надмірні заходи щодо утримання операції в таємниці спричинили за собою дуже негативні наслідки. В результаті, війська отримали можливість ознайомитися зі своїми бойовими завданнями практично перед посадкою в літак, та деякі навіть після десантування вже в тилу противника! Багато пунктів плану були дуже далекі від реального життя й, відверто кажучи, скоріше були побажаннями, ніж обґрунтованими рішеннями.
Наприклад, було ухвалено рішення висадити до початку операції спеціально підготовлені групи з числа найбільш підготовлених десантників, які за допомогою сигнальних вогнів повинні були позначити на місцевості місця приземлення для основних сил десанту. Проте, ця ідея не була втілена в життя з простої причини: ніхто з командування так і не визначив, хто ж на практиці виконуватиме це завдання.
На користь повітряного десанту планувалося використовувати вогневу міць артилерійського корпусу прориву, для чого до складу десанту були введені артилеристи-коректувальники й була виділена ескадрилья літаків-коректувальників для управління артилерійським вогнем. Напередодні вже були визначені види вогню артилерії, позначені ділянки для нанесення загороджувального вогню за викликом десанту. Але артилерія так і не змогла провести підтримку висадки десанту.
Так само, як і при плануванні Вяземської операції, було підраховано, що кожен літак військово-транспортної авіації виконає принаймні по 2-3 вильоти за ніч, але в реальності це було просто неможливо.
Вплив всіх цих негативних наслідків можливо було б мінімізувати, якби впродовж всієї операції велася постійна розвідка, і командування аналізувало можливі зміни оперативної обстановки. Однак, керівники операції, які проводили планування, переклали виконання цих завдань на другорядних виконавців, проявивши повну пасивність при підготовці такої масштабної висадки десантних військ.

### Визначені завдання десанту та підготовка особового складу

План Дніпровської повітрянодесантної операції

Командувач військами фронту генерал Ватутін М. Ф. через командувача ПДВ визначив такі бойові завдання:
- 3-й пдбр (командир полковник В. К. Гончаров): здійснити десантування на південний схід від Ржищіва, захопити позиції по рубежу Липовий Ріг, Македони, Козарівка, із завданням не допустити прориву піхоти і танків противника в район плацдарму і утримувати ці позиції до підходу головних сил 40-ї армії;
- 5-й пдбр (командир підполковник П. М. Сидорчук): здійснити десантування на захід від Канева з метою захоплення рубежу Горкавчина, Степанці, Костянець та у взаємодії з 3-ю пдбр утримувати його до підходу головних сил;
- 1-й пдбр: яка не встигла здійснити підготовку до десантування у повному обсязі, до встановленого часу знаходитися в резерві корпусу та бути в готовності до висадки на другу або третю ніч.

Тривалість самостійних бойових дій десанту в тилу противника визначалась в 2-3 доби. Загальна чисельність особового складу десанту близько 10 тис. чоловіків.
Запланована для захоплення і утримання ділянка місцевості мала майже 40 кілометрів по фронту, що ще до початку проведення операції було дуже складним завданням для виконання лише двома повітрянодесантними бригадами, які мали на озброєнні лише стрілецьку зброю, міномети і легку артилерію.
Через надмірні заходи керівництва операцією в прагненні зберегти її в таємниці командири бригад ухвалили й оголосили своє рішення на десантування і бойові дії тільки наступного дня, 24 вересня 1943 року, за півтори години до посадки особового складу в літаки. Як наслідок, у командирів батальйонів і рот залишилося дуже мало часу для доведення завдання підлеглим, й вони не мали можливості уточнити основні питання взаємодії як усередині повітряного десанту, так і з іншими родами військ, намітити план бою після приземлення. Командири взводів взагалі були вимушені ставити завдання особовому складу в польоті. Фактично вони обмежувалися тільки вказівками про райони викидання, порядок збору після приземлення і рубіж, який передбачалося захопити і обороняти. Взагалі не проводилися також і передполітні заняття ані з офіцерами, ані з рештою особового складу.
Крім цього, не зважаючи на значну кількість радіостанцій, вони були розподілені таким чином, що в деяких літаках було по 5—6 засобів зв'язку, а в інших літаках радіостанції для десанту не було взагалі. Тому після висадки радисти залишилися без засобів зв'язку, а радіостанції — без радистів. Батареї живлення для радіостанцій також скидалися окремо від них.
Як показав подальший хід операції, все це, безперечно, негативно відбилось на діях підрозділів в тилу противника.
Фінальна стадія підготовки Дніпровської повітрянодесантної операції пройшла в неймовірній метушні, яка була обумовлена зривом планів та катастрофічним браком часу, що як наслідок призвело до повного краху операції…

## Десантування

Підготовка до десантування

Радянські десантники в літаку

### Початок операції
21 вересня по тривозі було піднято шість гвардійських повітрянодесантних бригад: 1-ша, 3-тя, 4-та, 5-та, 6-та і 7-ма.
1-ша, 3-тя і 5-та гвардійські повітрянодесантні бригади надійшли у розпорядження Воронезького; 4-та, 6-та і 7-ма — Південного фронтів. Було проведена переукладка парашутів та укладка вантажів у парашутно-десантні м'які мішки. Після цього бригади були передислоковані залізницею в райони аеродромів Лебедин, Смородине і Богодухів Сумської області.
До 23 вересня була створена оперативна група повітрянодесантних військ, яка повинна була здійснювати управління десантами. Група розмістилася на аеродромі Лебедин, у безпосередній близькості від пункту управління оперативної групи авіації далекої дії і штабу 2-ї повітряної армії. Незабаром група встановила прямий зв'язок зі штабом 40-ї армії, у смузі якої планувалось провести висадку першого десанту. Розвідувальна авіація 2-ї повітряної армії приступила до фотографування районів майбутнього десантування. В тил противника для проведення дорозвідки районів десантування та обстановки були виведені розвідоргани 40-ї армії.
Для здійснення висадки десанту залучили 180 військово-транспортних літаків «Дуглас» Лі-2 (1-ї, 53-ї і 62-ї авіаційних дивізій АДД). У свою чергу, авіація ПДВ виділила 10 машин Іл-4 для викидання спорядження і легких гармат, буксирувальники планерів, а також 35 десантних планерів А-7 і Г-11, якими повинна була десантуватися бригадна артилерія.
Віддалення аеродромів від районів викидання десанту складала 175—220 кілометрів, що теоретично дозволяло за одну ніч провести два-три літако-вильоти з цих аеродромів.
22 вересня передові частини Воронезького фронту захопили перші плацдарми за Дніпром. Вранці 23 вересня, генерал армії М. Ф. Ватутін прибув на командний пункт 40-ї армії, де з доповідей розвідки з'ясував, що в запланованому районі висадки десанту значних сил противника не встановлено.
У той же час німецьке командування проаналізувало стан справ і, припустивши ймовірний характер дій Червоної армії, зосередило 3 додаткових дивізії в районі висадки. Крім того німці планували переміщення ще двох дивізій у вірогідний район десантування.
Радянська розвідка знову ніяких змін обстановки не виявила.

### Висадка десанту
Викидання перших двох бригад було вирішено почати в ніч на 25 вересня 1943 року. Передовий загін літаків 101-го полку АДД, який вела Герой Радянського Союзу Валентина Гризодубова з парашутистами 3-ї гв. пдбр піднявся в повітря о 18 годин 30 хвилин 24 вересня.
Через дві години стартували літаки з бійцями 5-ї гв. пдбр. Всього в ніч на 25 вересня було проведено 298 літако-вильотів (замість запланованих 500), було викинуто 3050 чоловіків і 432 контейнери зі складу 3-ї гвардійської бригади і 1 525 чоловіків та 228 контейнерів 5-ї гвардійської бригади. Відсутність достатньої кількості палива для літаків транспортної авіації на аеродромах зльоту привела до того, що графік зльоту був порушений з самого початку. Замість намічених планом 65 транспортних машин під посадку було подано лише 48, а чотири бензозаправники з'явилися лише за півгодини до вильоту. У результаті виліт першого ешелону довелося відкласти на півтори години.
Літаки злітали безсистемно — по готовності та з грубими порушеннями бойових порядків. Повертаючись назад на аеродроми вони були вимушені ще довше чекати перезаправляння, внаслідок чого десантники змушені були буквально метатися по аеродрому від одного літака до іншого, у пошуках готового до зльоту.
На аеродромі Смородине жоден літак з числа запланованих до вильоту не був готовий до зльоту взагалі. Ці літаки повинні були доставити 45-мм артилерійські гармати для десанту. Через відсутність палива 5-та бригада була вимушена припинити десантування з аеродрому Богодухів з настанням світанку. 3-тя бригада здійснила десантування в повному складі (без 45-мм гармат) з мережі аеродромів у районі Лебедина до світанку 25 вересня. Але літаків під посадку було подано менше, ніж передбачалося планом, а в найостанніший момент з'ясувалося, що зношеність машин не дозволяє їм брати штатну кількість вантажу. Багато літаків Лі-2 могли підняти лише 15-18 парашутистів або м'яких парашутно-десантних мішків — замість положених по штату мінімуму в 20 одиниць. У результаті в першу ніч не було викинуто 2017 чоловіків (30 % десанту). 590 контейнерів з вантажем (озброєнням, боєприпасами і продовольством) з числа запланованих, так і не були доставлені в район висадки десанту, залишившись на аеродромах зльоту.
Також, одним з головних чинників, що призвели першу стадію проведення повітрянодесантної операції на етапі десантування до провалу, став украй низький рівень навченості і готовності льотних екіпажів військово-транспортної авіації, які в більшості своєї не мали навіть елементарного досвіду проведення повітряних десантів.

Десантування в ніч на 25 вересня 1943 року

Не випадково також, однією з головних причин провалу операції стала незадовільна організація навігаційного забезпечення. Згідно з планом проведення операції навігаційне забезпечення повинне було забезпечуватися в районах аеродромів, на маршрутах прольоту авіації та в районах висадки десанту на площадках приземлення сигнальними вогнями, радіопередавачами і приводними радіостанціями системи ППО. І хоча в районах аеродромів це спрацювало, то, ні на маршрутах прольоту літаків з десантом, ні тим більше в районах десантування навігаційного забезпечення взагалі не було. А пересувна по рейках радіонавігаційна станція «Бджола» прибула в пункт призначення в районі села Капустінці тоді, коли десантування було вже завершене. Тому літаки здійснювали висадку практично наосліп, без будь-якого навігаційного забезпечення.
Незважаючи на негативний досвід проведення Вяземської повітрянодесантної операції взимку 1942 року, ніяких практичних висновків в цьому відношенні взагалі зроблено не було. Всі завдання щодо наведення основних сил десанту переклали на плечі передових загонів, які повинні були після приземлення здійснити підсвічування районів десантування за допомогою серій сигнальних ракет. Але задум провалився через повне безладдя, що на аеродромах, що в повітрі, що на землі після приземлення. Плюс до цього, німці, виявивши висадку десанту супротивника, почали масовані запуски різнокольорових ракет з різних напрямків, чим остаточно ввели в повну оману не тільки транспортну авіацію, але і парашутний десант.
Додатково до відсутності радіоапаратури наведення, в ніч на 25 вересня різко погіршали погодні умови. Низька хмарність на висоті 600—800 метрів, в сукупності з дощем знизили видимість до 1-3 кілометрів. Коли вночі дощ припинився, над районами висадки опустився легкий туман, видимість досягала 2-4 км. Лише поодинокі екіпажі літаків змогли провести орієнтування в таких жахливих погодних умовах. Навігаційна апаратура могла б полегшити в такій обстановці забезпечити десантування, але вона була відсутня.
Як пізніше стало відомо з доповідей льотчиків — практично жоден з них не зміг використати наземні орієнтири в таких умовах. Дніпро залишався єдиним вірним орієнтиром для всіх без винятку екіпажів. З урахуванням того, що райони десантування знаходилися на відстані всього 15-20 кілометрів від Дніпра, який був достатньо надійним орієнтиром, льотчики могли розрахувати по напрямку й часу польоту приблизний район та здійснити висадку з помилкою 5-7 кілометрів від заданого. Але внаслідок вкрай низького рівня навченості льотних екіпажів, відсутності уявлення, де і в якому місці вони перетинають річку, екіпажі проводили невірні розрахунки. Іноді помилки в розрахунках досягали 40 кілометрів (!) від заданого. На додаток, після перетинання Дніпра, остерігаючись вогню протиповітряних засобів противника, літаки набирали висоту не визначені для десантування 600 метрів, а 1000 м і більш, та збільшували швидкість.
Десантники вимушені були покидати борт літака в таких умовах, що призвело до того, що інтервали між парашутистами після приземлення досягали не розрахункових 4 кілометри (максимум), а 8, а то і 15 (!) км. Навіть при висадці у тил противника в денний час, збір парашутистів у таких умовах був мало реальним. У більшості радянських десантників був відсутній хоч якийсь бойовий досвід щодо ведення бою в тилу противника, тому що переважна частина досвідчених десантників, які брали участь у Вяземській повітрянодесантній операції в цій операції участі не брали. Раніше, влітку 1943, з них було сформовано кілька звичайних піхотних дивізій, які взяли активну участь у жорстоких боях на Курській дузі, і зазнали важких втрат.
Ганебна організація навігаційного забезпечення, слабка підготовка льотного складу призвели до того, що особовий склад десантувався на площі більш ніж 25 на 70 кілометрів. Тільки 5 % особового складу приземлилися в запланованій зоні; 23 % десантників приземлилися в радіусі 10 кілометрів від намічених районів, 58 % — в радіусі 15 км, решта (14 %) — поза межами цих відстаней. Близько 400 десантників було викинуто на Черкаський ліс (70 кілометрів від району висадки), і 230 — приземлилися в розташуваннях своїх військ. Частина десанту приводнилася на Дніпро і потонула, заплутавшись у стропах.

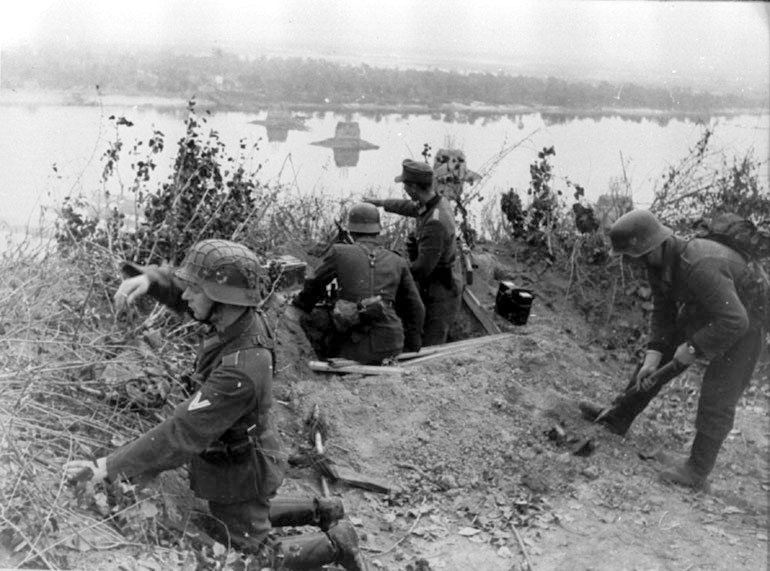
Солдати Вермахту готують вогневі позиції для оборони Дніпровського валу. Осінь 1943

Викидання десанту проводилося в умовах сильного зенітного вогню противника, внаслідок чого авіація далекої дії втратила три літаки. У одному зі збитих літаків знаходилося все управління 3-ї гвардійської бригади на чолі з командиром бригади полковником Красовським П. І. Всі вони загинули. Існує згадка Героя Радянського Союзу Кондратьєва І. П., що командир 3-ї бригади підполковник Гончаров В. К. в одному з перших боїв був поранений і згодом евакуйований на По-2 в тил. Можливо Гончаров, будучи командиром 1-ї бригади, після загибелі Красовського був призначений командиром вже висадженої 3-ї бригади і також десантувався в німецький тил.
Значна кількість десантників приземлилася безпосередньо на бойові порядки німецьких 73-ї, 112-ї і 255-ї піхотних і 7-ї танкової дивізій. Додатково, у цей район висувалася 19-та танкова і 10-та моторизована дивізії з частинами 24-го та 48-го танкових корпусів, тому багато парашутистів були практично відразу або знищено, або взято в полон.
Вже в процесі висадки стало зрозумілим, що операція йде не за планом. Зв'язок з висадженими підрозділами десанту був втрачений. Подальше десантування військ було припинене. Підрозділи 5-ї бригади, що залишилися, та 1-ша гвардійська повітрянодесантна бригада в повному складі були повернені до пунктів постійної дислокації.

## Ведення бойових дій

### Перші бої
Десант приступив до виконання бойового завдання в екстремально несприятливих умовах. Згідно з попередніми розрахунками, обидві бригади при сприятливому розвитку подій повинні були приземлитися в районі розміром 14 на 10 кілометрів, на відстані всього 25 кілометрів від лінії фронту. Фактично, приземлення було здійснене на величезній площі між Ржищевим і Черкасами. Переважна більшість обох бригад приземлилася буквально на голови німців, що знаходилися в другому ешелоні та в резерві противника, який відкрив по десанту запеклий вогонь з усіх видів зброї. Істотна частина десанту взагалі по суті опинилася далеко за межами району запланованих бойових дій.
Велика кількість бійців загинула в перші години операції: по донесенню німецького командування, протягом доби 25 вересня знищено 692 десантники, ще 209 захоплені в полон.
На землі всі роти, батальйони і навіть бригади перемішались між собою і вимушені були вступити миттєво в бій при повній відсутності єдиного командування і організації взаємодії між собою. Особовий склад групувався в невеликі загони, очолювані офіцерами, які не знали один одного та не володіли ситуацією, де вони знаходяться, і яке завдання стоїть перед ними. Це було найгіршим з можливих варіантів розвитку подій.
Незважаючи на нестерпні умови десантування, парашутисти 3-ї та 5-ї повітрянодесантних бригад демонстрували мужність, відвагу і самопожертвування в бою. Ще знаходячись у повітрі, десант вів вогонь зі стрілецької зброї та закидав противника ручними гранатами. Проте, не зважаючи на проявлений героїзм, організований збір десанту на площадках приземлення був зірваний. Виконання первинного плану повністю провалилося. Ні про яке захоплення вказаного рубежу не могло вже бути і мови. Десант вів запеклі бої дрібними групами протягом ночі і весь день 25 вересня.
Усвідомивши що відбулося, штаб ПДВ ухвалив рішення припинити подальшу висадку. Спроби встановити зв'язок з десантом тривалий час успіхів не мали. В ніч на 28 вересня в район десантування було викинуто три спеціальні групи з радіостанціями, але їхня доля залишилася невідомою.

Десантники перед атакою.

Вдень 28 вересня надісланий за лінію фронту літак По-2 був збитий.
Згодом розвідувальна авіація виявила зосередження не розкритих раніше великих сил противника.
Як і решта особового складу десанту, командири підрозділів і бригад були розсіяні на великій ділянці місцевості. Командир 5-ї пдбр підполковник Сидорчук П. М., що приземлився в районі Канева, тільки через 2 години зіткнувся з першим парашутистом — військовослужбовцем 3-ї бригади. До ранку вони вийшли на групу з 5 чоловіків, і впродовж восьми днів він зібрав з дрібних груп і загонів боєздатне з'єднання. Тільки на дев'ятий день з моменту операції Сидорчук зустрівся з десантниками, які стрибали разом з ним в одному борту.
У неймовірних умовах протидії з боку німецьких військ, вночі і частково вдень, десантом було зібрано 35 груп, загальною чисельністю 2300 офіцерів, сержантів і солдатів, з числа тих, що десантувалися в ніч на 25 вересня. У цю кількість не входили ті групи десанту, які приземлилися на значному віддаленні від району бойових дій в глибокому тилу німців і не могли вплинути на виконання поставленого завдання, а також ті 230 парашутистів, що приземлилися на своїй території. Групи зосереджувалися на величезній площі, в абсолютній ізоляції одна від одної, без засобів зв'язку, важкого озброєння, в першу чергу артилерії. Найбільшими угрупуваннями десанту стали: групи, що діяли в районі Канівського і Черкаського лісових масивів, всього 600 чоловіків; у районі сіла Черниші — близько 200 чоловіків та в районі Ромашки — 4 групи загальною чисельністю 300 чоловіків.
Всі ці групи розпочали активні бойові дії в глибокому тилу німців та не припиняли своїх спроб з'єднатися в єдині підрозділи і бригади. Швидкому збору перешкоджало те, що жоден з командирів або їх заступників не міг вийти в заплановані раніше пункти збору, або, тим більш, на свої командні пункти.
Обстановка в тилу німців не давала можливості десантникам засиджуватися на одному місці. Навіть якщо групи у результаті виходили в пункти збору, то вони не залишали ніяких знаків або умовних сигналів про своє перебування тут, тим самим ускладнюючи іншим парашутистам можливість знайти їх. Ще складнішим виявилося завдання збору парашутно-десантних м'яких мішків з озброєнням, боєприпасами і іншими вантажами. Німецькі війська виставляли засідки в місцях, де ними був знайдений вантаж, та створювали спеціальні команди для захоплення і знищення парашутистів.
Німці пропонували навіть місцевому населенню винагороду в кількості 6000 окупаційних марок (10 000 карбованців) за кожного захопленого десантника.
Часом, десантники все ж таки примудрялися знайти такі контейнери, але внаслідок своєї нечисленності вони були не в змозі використовувати їх, і тому часто або спалювали, або закопували їх в землю. Це заподіювало непоправний збитків для ведення бойових дій рештою груп, яким бракувало боєприпасів, озброєння, медикаментів і продовольства, тривалий час діючи в глибокому тилу німців.

### Створення партизанських загонів
Загалом усю територію, де вели бойові дії десантники можна умовно поділити на дві частини: північну і південну.
Північний ареал ведення бойових дій знаходився в околицях міста Ржищів, в місцевості практично позбавленій достатньої кількості лісових масивів. Невеликі гаї, ліски, яри дозволяли приховано діяти лише малим групам десанту, і практично виключали можливість діяти великим загонам, в особливості в денний час. Плюс до всього противник володів у цьому районі широкою мережею гарнізонів, які брали найактивнішу участь в боротьбі з повітряним десантом. Проте, у північній частині діяло принаймні 20 груп, загальною кількістю понад 1100 чоловіків, та 4 великих угруповання по 100—150 десантників у кожній.
Бойові дії, які вели десантники на північній ділянці проходили за значної переваги противника і практично за повної відсутності можливостей для маневру. З цієї причини, не маючи інформації про дії товаришів на півдні, ці групи робили численні спроби прорватися через лінію фронту та пробитися в розташування 40-ї армії. Не маючи можливості проявити повною мірою свої здібності, північні групи і загони своїми діями в тилу ворога усе ж таки заподіювали безліч клопоту військам Вермахту, змушуючи німців кидати істотні сили на їх пошук та знищення.
Південна ділянка ведення бойових дій рясніла ярами, лощинами, і мала високий ступінь лісистості: Канівський, Таганчанський, Михайлівський і Черкаський лісові масиви, велика кількість річок, струмків, боліт, безліч улоговин, ярів і дефіле, при порівняно малій щільності населеності створювали сприятливі умови для активних бойових дій групам і підрозділам десанту.
5 жовтня в Канівському лісі підполковник Сидорчук П. М. об'єднав декілька загонів десантників, сформувавши, таким чином, 3-тю бригаду у складі трьох батальйонів і чотирьох взводів бойового забезпечення: розвідувального, саперного, протитанкового і зв'язку. Наступного дня в розташування бригади вийшла група з радіостанцією і цього ж дня вперше після висадки, відбувся сеанс зв'язку з командуванням 40-ї армії. Весь час перебування в тилу противника бригада вела активні бойові дії. Німці кинули на знищення бригади значні сили, але так і не змогли ліквідувати в своєму тилу таке могутнє диверсійне угруповання.
Крім виконання диверсійних завдань, бригада провела детальну розвідку системи оборони противника по Дніпру.
До 26 жовтня у складі бригади було вже близько 1200 чоловіків, що дозволило наприкінці жовтня сформувати четвертий батальйон. Так само спільно з бригадою діяли партизанські загони «За Батьківщину», «Імені Коцюбинського», «Батя» (командир Солодченко К. К.), «Імені Чапаєва» (командир Спежевой М. А.), «Винищувач» (командир Могильний П. Н.), 720-й партизанський загін та розвідувальний загін Розвідуправління 1-го Білоруського фронту (майор Гнідаш К. С.).
Значного ефекту добилися активні бойові дії південних груп і загонів. Особливо відзначилися загони під командуванням старшого лейтенанта Ткачова, капітана Кротова, майора Фофанова, старшого лейтенанта Ахромовіча. Ці групи завдавали німців чутливих ударів. Так, наприклад, 30 вересня група, якою керував старший лейтенант Петросян С. Г. в населеному пункті Потик раптовою нічною атакою розгромила німецький гарнізон, знищивши до 100 чоловіків, було захоплено до 30 автомашин з боєприпасами, знищено 3 зенітні гармати, до 30 автомашин. Через декілька годин, ця ж група зробила засідку на німецьку артилерійську колону. В результаті бою було знищено до 80 чоловіків, 15 автомашин, 6 гармат та два міномети.
У період з 28 вересня по 11 листопада розвідувальні і диверсійні групи з числа десантників руйнували мости, знищували транспортні колони, засоби зв'язку, здійснювали зухвалі нальоти на гарнізони противника.
У військових архівах зберігся цікавий документ про оцінку німецьким командуванням радянських десантників. У наказі № 4969/43s датованим 7 жовтня 1943 року, штаб 8-ї німецької армії так оцінив дії парашутистів 3-ї і 5-ї бригад:
«Способи і методи ведення бою ворожими парашутистами, навіть після довгих днів боїв, втрат і відсутності поповнення, боєприпасів і продовольства демонструють високу навченість, яка постійно поєднується з хитрістю і кмітливістю, що проявляються кожним десантником. Невіддільною характерною рисою парашутистів залишається їх приголомшлива невловимість. Поведінка в безумовно важких умовах вражає своєю екстраординарністю. Навіть будучи пораненими десантники демонструють свою мужність і продовжують вести бій, незважаючи на отримані поранення. Поранені неодноразово, вони воліють підірвати себе гранатою, ніж бути захопленими в полон. Досі залишається складним виконання завдань щодо розшуку місць, де ховаються загони парашутистів. Ми неодноразово переконувалися в професійній здатності противника ретельно маскуватися, використовуючи усі переваги пересіченої місцевості. Коли наші розвідувальні підрозділи все-ж знаходили укриття, ворог тут же робив спроби позбавитися від них без жодного звуку, без криків „Ура!“, шуму і пострілів. Відчуваючи жахливий дефіцит у боєприпасах, противник, проте, фанатично б'ється до останнього патрона, часом пускаючи в хід навіть кинджали, якими вони всі озброєні.»

### Участь у форсуванні Дніпра
У ніч на 12 листопада в розташування бригади на літаку По-2 прибув помічник начальника штабу 52-ї армії майор Дергачов, який доповів командирові бригади порядок форсування Дніпра військами 52-ї армії. До години ночі 13 листопада підрозділи бригади вийшли до вихідного положення та за сигналом командира бригади одночасно атакували всі опорні пункти противника відповідно до затвердженого рішення. На п'яту годину завдання отримане десантниками було успішно виконане.
У ніч на 14 листопада частини 254-ї стрілецької дивізії форсували Дніпро. 3-тя гвардійська повітрянодесантна бригада з'єдналася з ними та продовжила брати участь в наступальних боях до повного розгрому німецьких військ в районі Черкас. Третій батальйон, зайшовши в тил противника, раптово нічною атакою 21 листопада оволодів великим населеним пунктом Дубіївка і, тримаючи оборону, у взаємодії з другим батальйоном, що підійшов з боку Білозір'я, утримував його до 25 листопада, передавши ділянку оборони 926-ту стрілецькому полку.
28 листопада всі підрозділи 3-ї гвардійської повітрянодесантної бригади здали свої позиції 7-ій гвардійській повітрянодесантній дивізії і були виведені до міста Киржач до пункту постійної дислокації.
Наприкінці жовтня 1-ша, 2-га і 11-та гвардійські повітрянодесантні бригади були зведені у 8-й гвардійський повітрянодесантний корпус і передані до складу 1-го Прибалтійського фронту, де планувалася висадка повітряного десанту. Однак операція була скасована, висадка не відбулася, управління корпусу було передане до складу сухопутних військ, а бригади повернені до пунктів постійної дислокації.

## Нагороди
Вважається, що двох учасників Дніпровського десанту було удостоєно звання Героя Радянського Союзу — командира 2-го пдб 5-й гв. пдбр майора Блувштейна О. А. та командира 3-го парашутно-десантного батальйону 5-й гв. пдбр старшого лейтенанта Петросяна С. Г., однак насправді їх було троє. Офіційна історія забула про молодшого сержанта Кондратьєва І. П., навідника протитанкової рушниці (ПТР) 5-ї гв. пдбр, який 13—16 листопада 1943 року в бою в районі Свидівок вогнем ПТР знищив 4 німецьких танки, 2 бронемашини та 3 вантажівки з піхотою. У бою він був поранений в спину, пізніше в 1944 році — демобілізований. Звання Героя йому було присвоєно 24 квітня 1944 року, того ж дня отримали Героя і Блувштейн з Петросяном.
Примітний такий факт: у складі 5-ї гвардійської повітрянодесантної бригади в тил противника висаджувалася санітарний інструктор Надія Іванівна Гагаріна (Михайлова), якій тоді було всього 16 років(!). У боях в районі Свидівок і Сокирна, вона, єдиний медичний працівник батальйону, хто залишився в живих, надала допомогу 25 пораненим десантникам, але і сама двічі була поранена. 65 діб вона поруч з рештою десантників стійко переносила суворі випробування, що випали на її долю. Гагаріна була нагороджена медаллю «За бойові заслуги».

## Пов'язані події
У складі Дніпровського десанту брали участь багато людей, що згодом стали відомими діячами науки і культури, наприклад, в десанті брав участь майбутній знаменитий кінорежисер Григорій Чухрай — тоді він був лейтенантом, командиром взводу зв'язку 3-ї повітряно-десантної бригади.
З Бойовим прапором 3-ї гвардійської повітряно-десантної бригади була пов'язана своя героїчна історія. Примітно, що Прапор бригади десантувався в тил ворога разом з бойовими підрозділами. При десантуванні він знаходився у прапороносця капітана Сапожникова, який заховав його під гімнастерку. Під час польоту, у повітрі, він був поранений в ногу і плече. Відстрілюючись, він все-таки зміг за допомогою товаришів доповзти до стогу сіна і від втрати крові знепритомнів.
15-річний підліток Анатолій Ганенко разом з братом знайшли пораненого командира та надали йому допомогу. Декілька тижнів брати разом з матір'ю доглядали п'ятьох поранених бійців і капітана. Коли радянські бійці зміцніли, вони вирішили прориватися до своїх. Але щоб не ризикувати Бойовим Прапором і штабними документами, їх довірили зберегти Анатолію, наказуючи передати їх негайно радянському командуванню, як тільки село буде звільнене від німців.
Півроку мати і син із смертельною небезпекою берегли прапор частини, у той час як в їх будинку розміщувався німецький генерал. Лише через 32 роки після війни за ініціативою воїнів-десантників за цей подвиг С. І. та А. Ф. Ганенко були нагороджені медаллю «За відвагу».
У форсуванні Дніпра як звичайна піхота брали участь гвардійські повітряно-десантні дивізії. Зокрема в 7-му полку 2-ї гвардійської повітряно-десантної дивізії служив знаменитий снайпер евенк Кульбертинов І. Н., який під час битви за Дніпро за короткий час знищив 59 німців. Всього до кінця війни снайпер мав на своєму рахунку 484 знищених бійців Вермахту.

## Підсумки операції
ДИРЕКТИВА СТАВКИ ВГК № 30213 Командувачу військами Воронезького фронту, представникам Ставки «Про причини невдачі повітряного десанту на Воронезькому фронті і про вилучення повітряно-десантних бригад з підпорядкування командування фронту»
3 жовтня 1943 р. 01 год. 40 хв.
Констатую, що перший повітряний десант, проведений Воронезьким фронтом 24 вересня, провалився, викликавши масові непотрібні жертви. Сталося це не лише з вини тов. Скрипко, але і з вини тов. Юрьєва a і тов. Ватутіна, які повинні були контролювати підготовку і організацію викидання десанту.
Викидання масового десанту в нічний час свідчить про неграмотність організаторів цієї справи, бо, як показує досвід, викидання масового нічного десанту навіть на своїй території пов'язане з великими небезпеками.
Наказую: півтори повітряно-десантні бригади, що залишилися, вилучити з підпорядкування Воронезького фронту і вважати їх резервом Ставки.
a ↑  тов. Юрьєв — псевдонім Г. К. Жукова
За два місяці проведення Дніпровської повітряно-десантної операції загинули і зникло безвісти понад 3 500 десантників з числа 4 575, що висадилися. Не зважаючи на героїзм проявлений десантниками, мета десанту досягнута не була. Разом з цим, за радянськими офіційними даними, за час боїв у тилу противника десантники, спільно з партизанами, знищили близько трьох тисяч німецьких солдатів і офіцерів, пустили під укіс 15 ворожих ешелонів, знищили 52 танки, 6 самохідних гармат, 18 тягачів, 227 різних автомобілів та багато іншої техніки.
По перших результатах проведення Дніпровського десанту Ставка ВГК відреагувала негайно.
3 жовтня 1943 року вийшла Директива Ставки № 30213 «Про причини невдачі повітряного десанту на Воронезькому фронті». У директиві прямо вказувалось на «неграмотність організаторів», в числі яких було названо Скрипка, Жукова і Ватутіна.
Проте, не зважаючи на директиву № 30213, штабом Південного фронту була спланована ще одна операція, яка передбачала висадку за Дніпро частин 6-ї і 7-ї гв. парашутно-десантних бригад. Але вже 13 жовтня 1943 року вийшла Директива Ставки № 30222, яка прямо вказувала на заборону викидання нічних повітряних десантів.
Таким чином, 1-ша, 4-та, 6-та і 7-ма бригади та частина сил 5-ї бригади, які не встигли задіяти під час десантування в тил противника в районі Дніпра, у середині жовтня були повернені до пунктів постійної дислокації.

## Причини провалу операції
Організація і підготовка операції, яку проводило управління обох фронтів та штабу ПДВ, не зважаючи на пряме керівництво з боку представника Ставки ВГК маршала Жукова Г. К. (можливо, саме завдяки його стилю керівництва під час підготовки та ведення військових операцій), виявилася украй поганою.
1. Ані повітряна, ані наземна розвідка не виявила наявності в районі десантування дивізій противника, що вже блокували плацдарм, а також зосередження в наміченому районі висадки підтягнутих з тилу значних резервів противника.
2. Навігаційне забезпечення висадки десанту було організовано вже після закінчення десантування.
3. Висадка передових загонів для забезпечення висадки головних сил не була проведена.
4. Підготовка особового складу до проведення операції практично не проводилася. Командний склад постановки бойових завдань особовому складу десанту не проводив. Організації всебічного забезпечення, розіграшу взаємодії та управління в ході ведення бойових дій проведено не було. Десант вилетів на бойову операцію непідготовлений. Як результат, практично жоден підрозділ не був готовий до ведення бойових дій в тилу противника.
5. Матеріальне забезпечення підготовки операції було організоване погано, в результаті другий ешелон в повітря взагалі не піднявся, оскільки з'ясувалося, що на аеродром не підвезли пальне.
6. Льотний склад військово-транспортної авіації взагалі не мав досвіду десантування. В результаті десантники виявилися розкидані на дуже великій площі, а значна частина десанта і артилерія (45-мм гармати) скинуті взагалі не були.
7. Не зважаючи на велику кількість засобів зв'язку, багато радистів залишилися без радіостанцій, а радіостанції — без батарей живлення.
8. В результаті хаотичної висадки повітряно-десантні бригади виявилися розкидані дрібними групами на величезній території, в основному на південь від передбачуваної зони висадки. Значна частина з них загинула, деякі групи, користуючись радіостанціями, зуміли встановити контакт і об'єднатися, проте зв'язок зі штабом фронту командири цих загонів налагодити не змогли через відсутність секретних кодів.

В цілому можна констатувати, що Дніпровська повітряно-десантна операція провалилася з вини командування фронтів та управління повітряно-десантних військ внаслідок кричущих організаційних помилок і відсутності у штабних офіцерів реального досвіду керівництва бойовими частинами в ході проведення десантної операції.
Для повітряно-десантних військ невдала операція мала фатальні наслідки. Більше радянські повітряно-десантні війська жодного разу не мали практичного бойового досвіду застосування повітряного десанту парашутним способом протягом всієї своєї подальшої історії.

## Відео
- Освободители. Воздушный десант (рос.)